# Bad Kösen
Bad Kösen is een plaats en voormalige gemeente in de Duitse deelstaat Saksen-Anhalt, gelegen in de Landkreis Burgenlandkreis.

## Situering binnen de gemeente Naumburg
Bad Kösen was tot en met 2009 een zelfstandige gemeente. In 2010 werd het bij Naumburg (Saale) gevoegd.
De plaats telde in januari 2020 3.621 inwoners, echter exclusief 10 kleine plaatsen, die tot de voormalige gemeente behoorden, maar sinds 2010 aparte Ortsteile van Naumburg zijn. Bad Kösen is één van de 10 stadsdelen van Naumburg, die als het ware hoofdplaatsen, en zetels van stadsdeelraden, zijn, waar andere Naumburger stadsdelen onder ressorteren, dorpen, die t/m 2009 tot de gemeente Bad Kösen behoorden. Dit zijn:
- Bad Kösen zelf (3.621 inw. volgens bovengenoemde bron; tweede-woningbezitters zijn niet meegeteld)
- Fränkenau, 75 inw.; 1 km N ( 1 kilometer ten noorden van Bad Kösen)
- Hassenhausen, 300 inw.; 5 km W
- Kleinheringen, 60 inw.; 2 km W van Saaleck, 1 km O van buurdorp Großheringen
- Kukulau, 66 inw.; 2 km Z
- Punschrau, 169 inw.; 4 km WNW
- Rödigen, 19 inw.; 2 km ten Z van Saaleck
- Saaleck, 228 inw., bekend van Kasteel Saaleck; 4 km ZW
- Schieben, 81 inw.; 5 km ten Z van Saaleck
- Schulpforte, 126 inw.; 3 km O
- Tultewitz, 52 inw.; 4 km ten Z van Saaleck

## Geografie, infrastructuur
Bad Kösen ligt, evenals Saaleck, aan de rivier de Saale.
De plaats heeft, ten westen van de Saale en het centrum, een station aan de spoorlijn Halle - Bebra, 52 km ten zuidwesten van Halle (Saale) Hauptbahnhof. Deze spoorlijn loopt van Naumburg verder in overwegend westelijke richting langs Bad Kösen, Station Weimar, Erfurt Hauptbahnhof, Station Gotha en Station Eisenach naar Bebra. Tussen het station en de Saale ligt een stadspark. Het kuurcentrum ligt vanaf het station aan de overkant van de rivier.
De belangrijkste verkeersweg is de Bundesstraße 87, van oost naar west: Weißenfels - Wethau (gemeenschappelijk wegvak met de B180) - Naumburg - Schulpforte - Bad Kösen - Hassenhausen - Eckartsberga en van daar zuidwestelijk naar Apolda en de stad Ilmenau.

## Economie
Bad Kösen bestaat voornamelijk van het kuurbedrijf; de oostelijke helft van de plaats bestaat vooral uit rond een Seekurpark gegroepeerde ziekenhuizen, revalidatieklinieken enz.
Aan de zuidwestkant van Bad Kösen wordt een kalksteengroeve geëxploiteerd. Ten oosten van deze groeve en van de spoorlijn ligt een bedrijventerrein, waar de knuffelbeestenfabriek en enige als lokaal midden- en kleinbedrijf te kenschetsen ondernemingen zijn gevestigd.

## Geschiedenis

Kaart van Thüringen (1680); Het olijfgroene gebied, boven het midden is Saksen-Weißenfels.
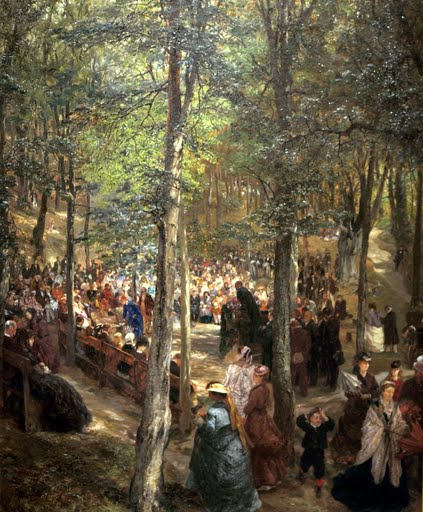
Adolph Menzel, Kerkdienst in de Buchenhalle van Kösen, 1868
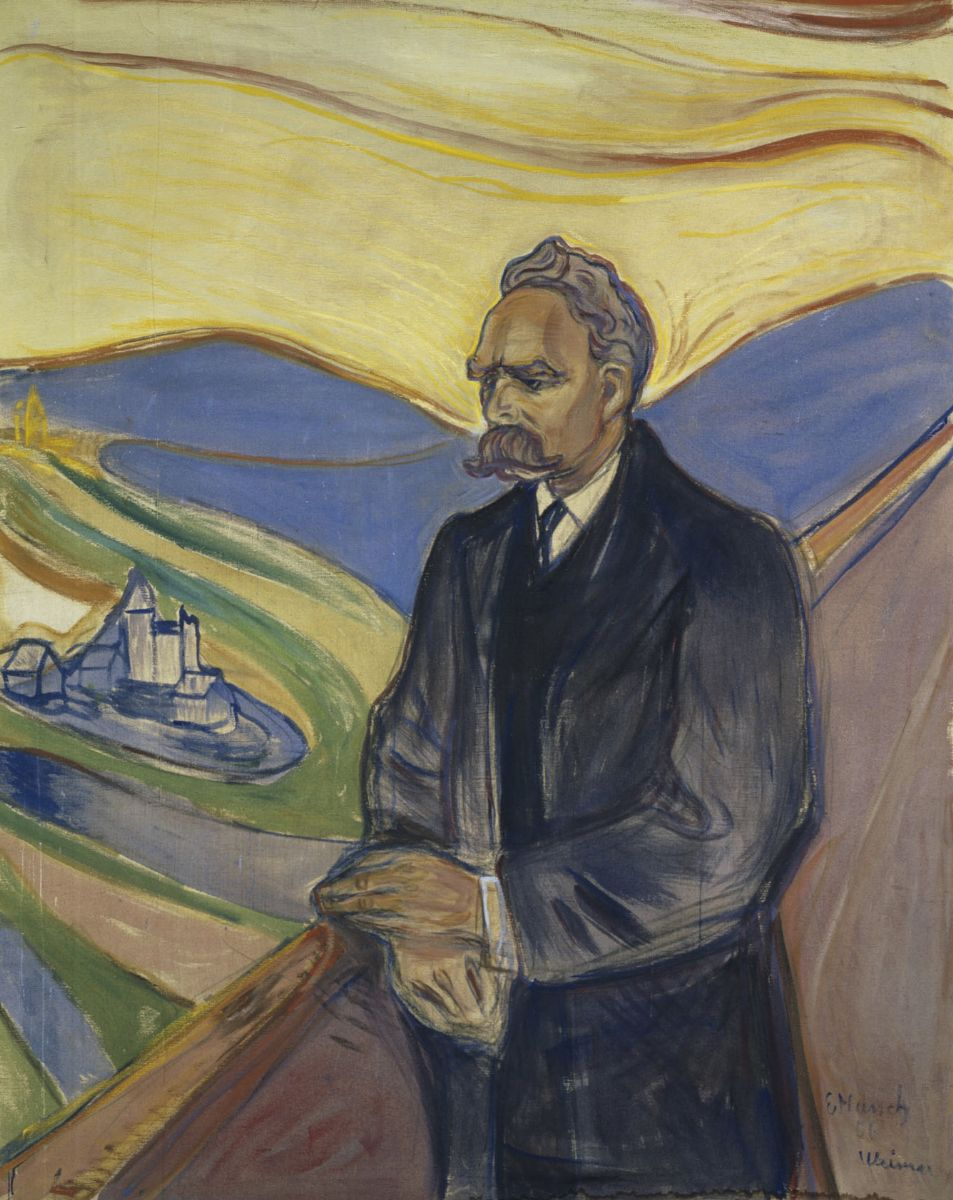
Edvard Munch, Portret van Friedrich Nietzsche nabij de Rudelsburg bij Kösen, 1906, coll. Munchmuseum te Oslo
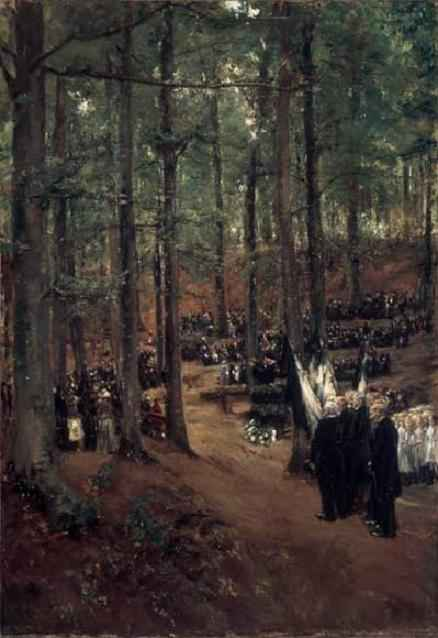
Max Liebermann, Herdenking van de overleden keizer Wilhelm I in de Buchenhalle bij Kösen, 1888

De plaats wordt in 1040 als „Kusenti“ voor het eerst in een document genoemd. Tot aan de Napoleontische tijd bestond het vooral uit grote, bij kloosters in de omgeving behorende, boerderijen.
Naumburg, Bad Kösen en de dorpen daaromheen behoorden vanaf de 13e eeuw tot steeds wisselende Saksische vorsten- en hertogdommen, waaronder Hertogdom Saksen-Meiningen , Hertogdom Saksen-Eisenberg en Hertogdom Saksen-Weißenfels. Zelfs tot in het midden van de 20e eeuw lagen de tot de huidige gemeente behorende plaatsen in verschillende deelstaten (deels in Saksen-Anhalt, deels in Thüringen). De bestuursgeschiedenis is dan ook een voor buitenstaanders onoverzichtelijke reeks van wisselingen van landheer, die ook nog van dorp tot dorp, en in de stad Naumburg zelf, van stadsdeel tot stadsdeel verschilt. Kenmerkend is de lappendeken van territoria op bovenstaande kaart die de situatie anno 1680 weergeeft.
Van 1730 tot 1857 werd er voor industrieel en keukengebruik bestemd zout gewonnen.
Op 9 juli 1848 vond, in het kader van de conservatieve reactie op de Maartrevolutie, te Kösen een door duizenden mensen bijgewoonde politieke demonstratie plaats. Deze Volksversammlung van vooral leden van de gegoede burgerij werd voorgezeten door de in Kösen wonende invloedrijke literatuurcriticus Karl August Koberstein.
In 1868 verkreeg Kösen de officiële stadsrechten verleend. De kuurfaciliteiten ontstonden geleidelijk gedurende de 19e eeuw. Populair in de tweede helft van die eeuw was de Buchenhalle ten zuiden van de plaats, in een beukenbos, waar vaak politieke, religieuze en studentenbijeenkomsten plaats vonden. Verscheidene bekende Duitsers en buitenlanders, onder wie politici, schrijvers en beeldend kunstenaars, bezochten Kösen om er te kuren en te werken.
In 1935 verkreeg de stad de status van kuuroord en het recht, voor de plaatsnaam het predicaat Bad te plaatsen.

## Schulpforta of Schulpforte

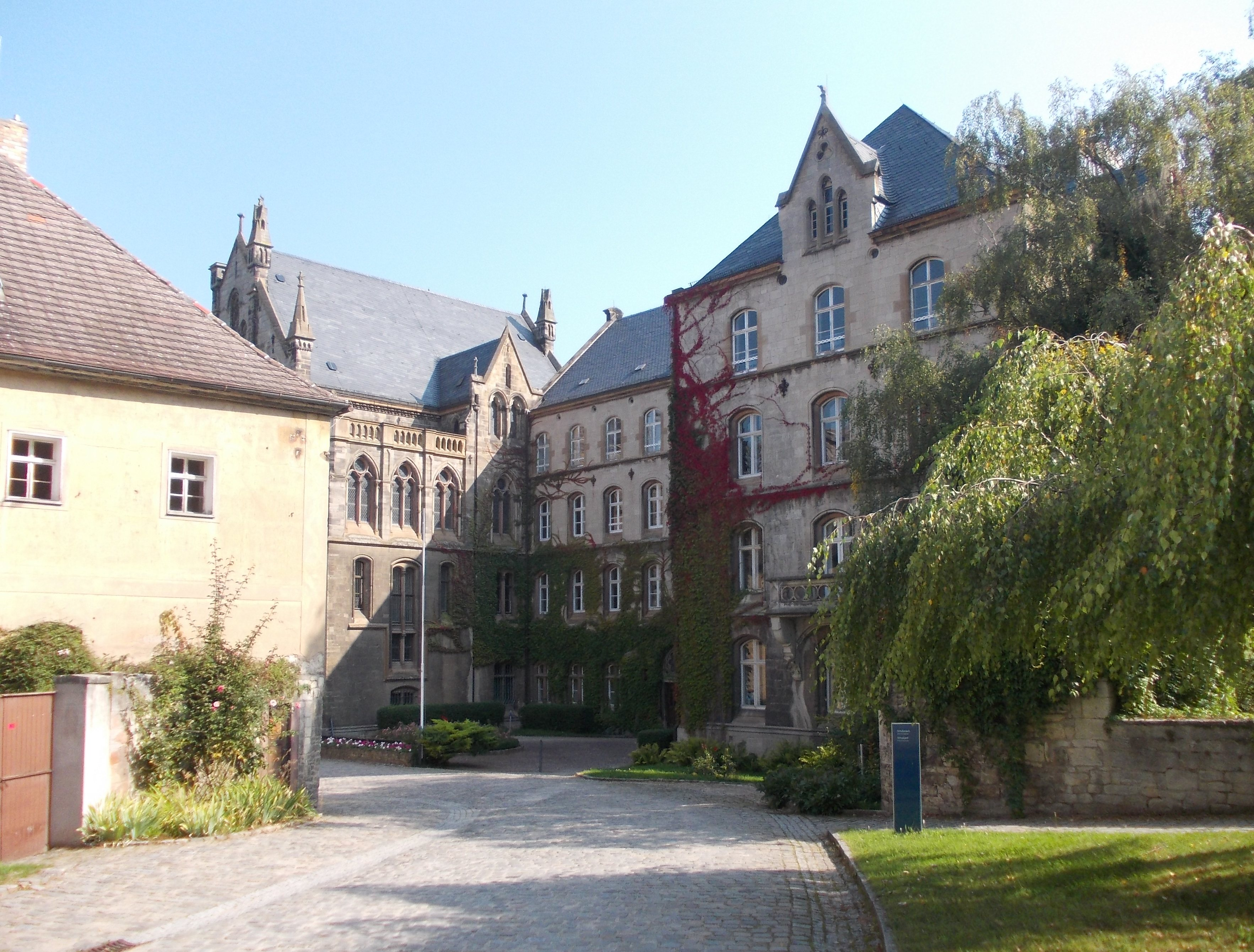
Internaatsschool van Schulpforte
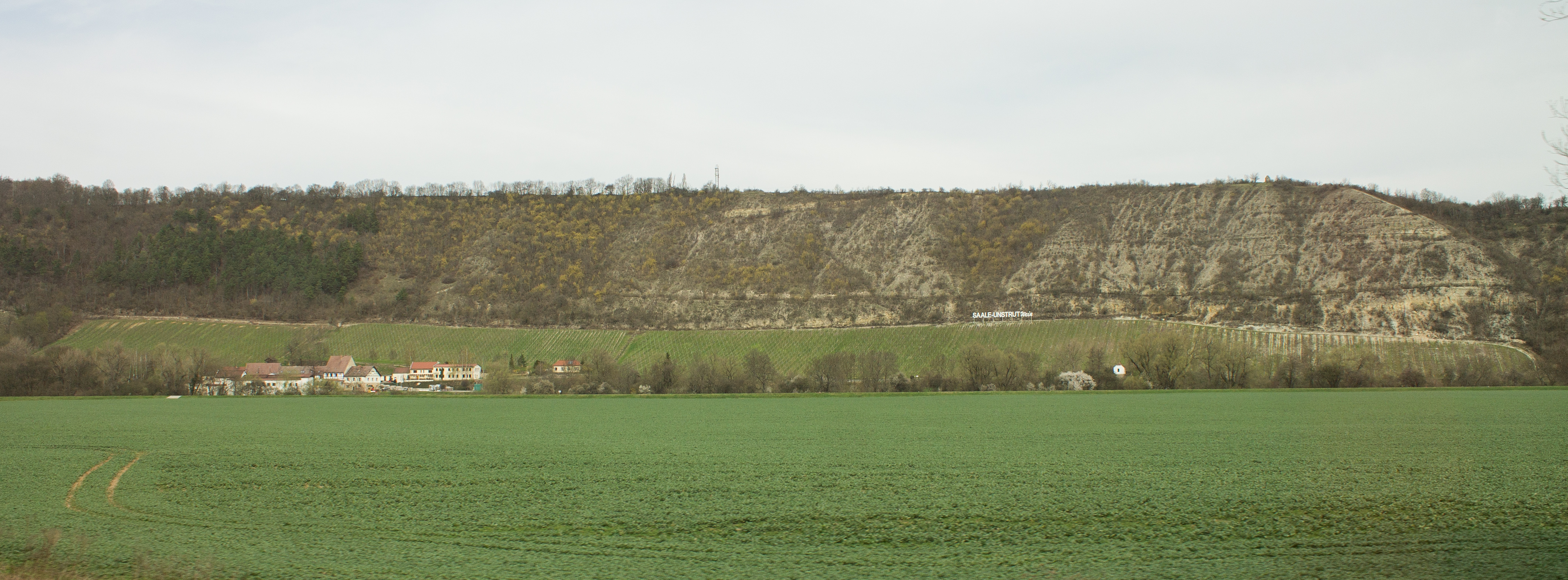
Wijngaard bij Schulpforte

Tot de vroegere gemeente Bad Kösen behoort ook het, al sinds 1543 bestaande, prestigieuze internaat met gymnasium te Schulpforte (tot 1900 ook wel gespeld: Schulpforta). Schulpforte is een tot de in 2010 in Naumburg opgegane gemeente Bad Kösen behorend gehucht, en ligt op een heuvel met de naam Knabenberg. Het internaat was vóór 1543 een cisterciënzer klooster. Verscheidene beroemde Duitsers uit wetenschap of cultuur zijn als jongen hier school gegaan, onder wie Friedrich Gottlieb Klopstock, Johann Gottlieb Fichte , Otto Theodor von Manteuffel en Friedrich Nietzsche. De wiskundige August Ferdinand Möbius, zoon van een docent aan Schulpforta, werd er in 1790 geboren.

## Bezienswaardigheden, toerisme
Bad Kösen is een kuuroord vanwege zouthoudende bronnen.
In Bad Kösen staat het uit circa 1100 daterende Romanische Haus, dat een dependance van het stedelijke historische museum van Naumburg huisvest. Tevens is er de Oost-Duitse tak van het Käthe-Kruse-Poppenmuseum gehuisvest (de West-Duitse tak zetelt te Donauwörth).
Het wijngoed van het voormalige klooster bij Schulpforte produceert voornamelijk witte wijn.
Zie ook: Saaleck.

## Poppen en speelgoed

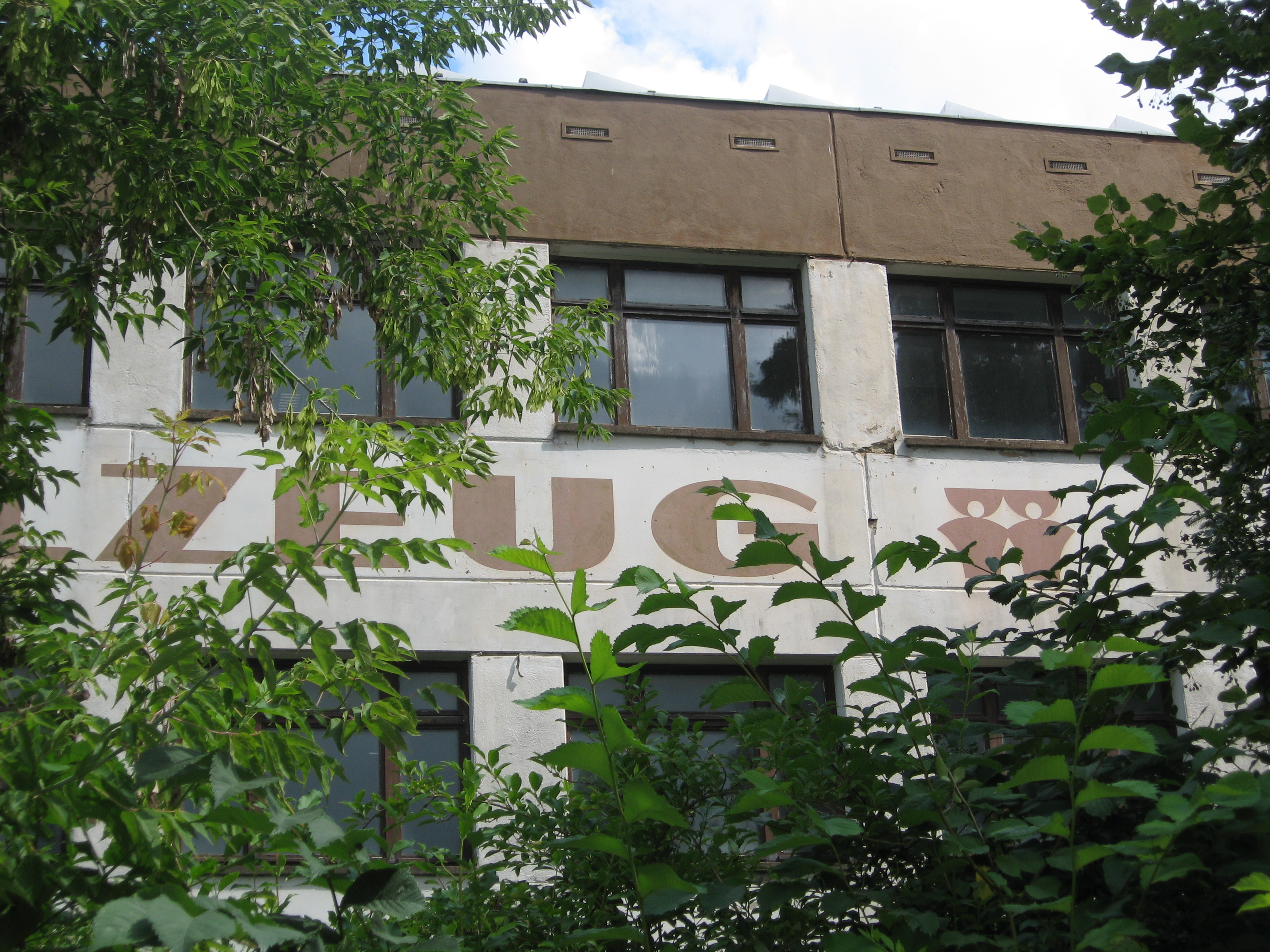
Gebouw Kösener Spielzeug Manufaktur

De Berlijnse beeldhouwer Max Kruse (1854-1942) was getrouwd met de beroemde poppenmaakster Käthe Kruse (1883-1968). Het echtpaar verhuisde in 1912 naar Bad Kösen, waar de Käthe Kruse GmbH werd opgericht. Käthe-Kruse-poppen uit dit atelier waren -en zijn bij verzamelaars nog steeds- zeer geliefd. In 1921 kreeg het echtpaar Kruse te Bad Kösen een zoon, Max (overleden in 2015), die later een bekend schrijver van kinderboeken werd. Na de Tweede Wereldoorlog, in 1952, werd de werkplaats van Käthe Kruse te Bad Kösen onder het DDR-regime genationaliseerd tot een VEB. De Kruses zelf waren toen hun bedrijf al opnieuw begonnen in o.a. Bad Pyrmont en Donauwörth. Dit VEB, Kösener Spielzeug Manufaktur, werd de grootste fabrikant van pluche knuffelbeesten in de DDR. Na de Wende bleef de onderneming, tot op de huidige dag met succes, in Bad Kösen bestaan.

## Afbeeldingen

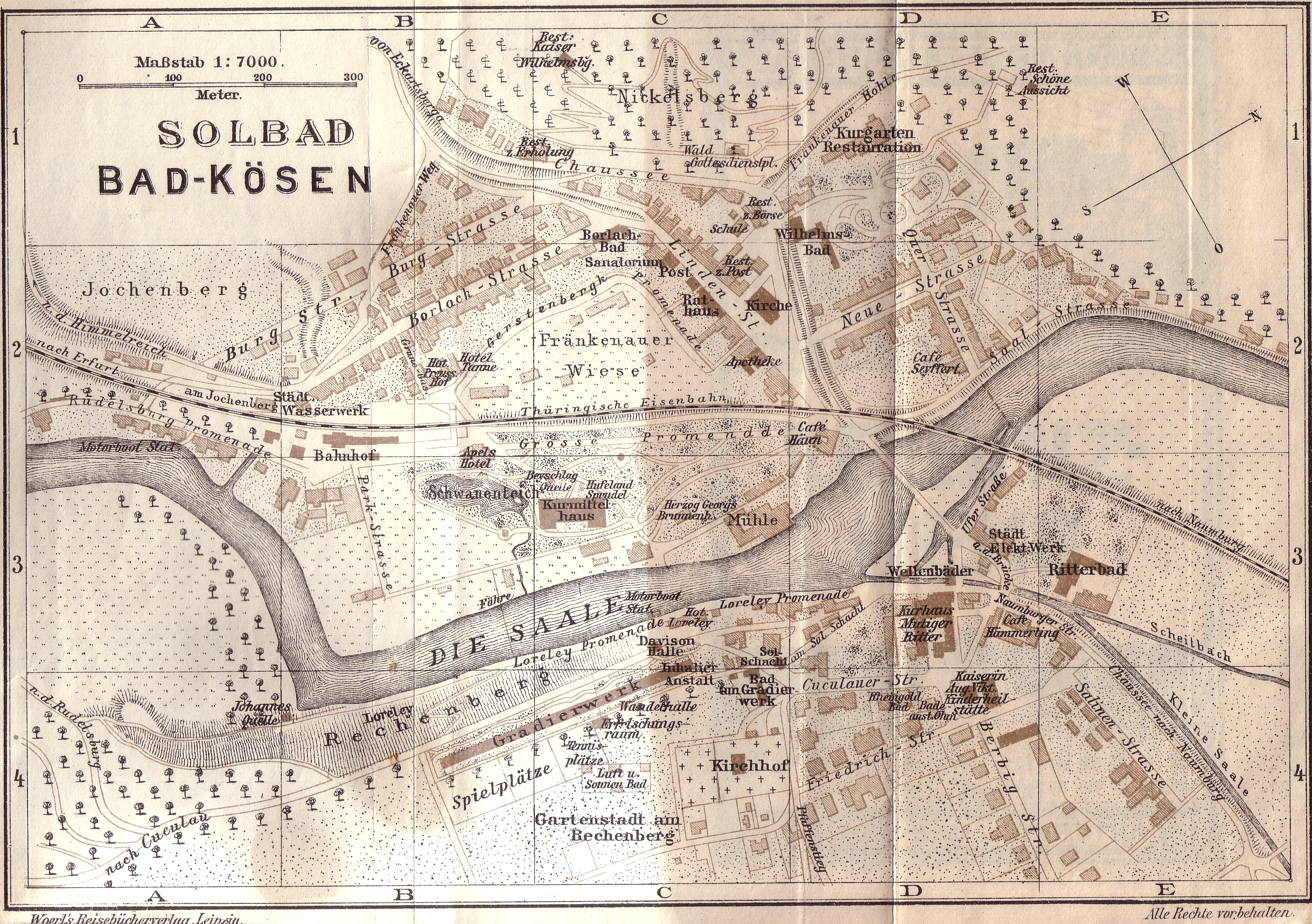
Kaart van het kuurcentrum uit plm. 1910
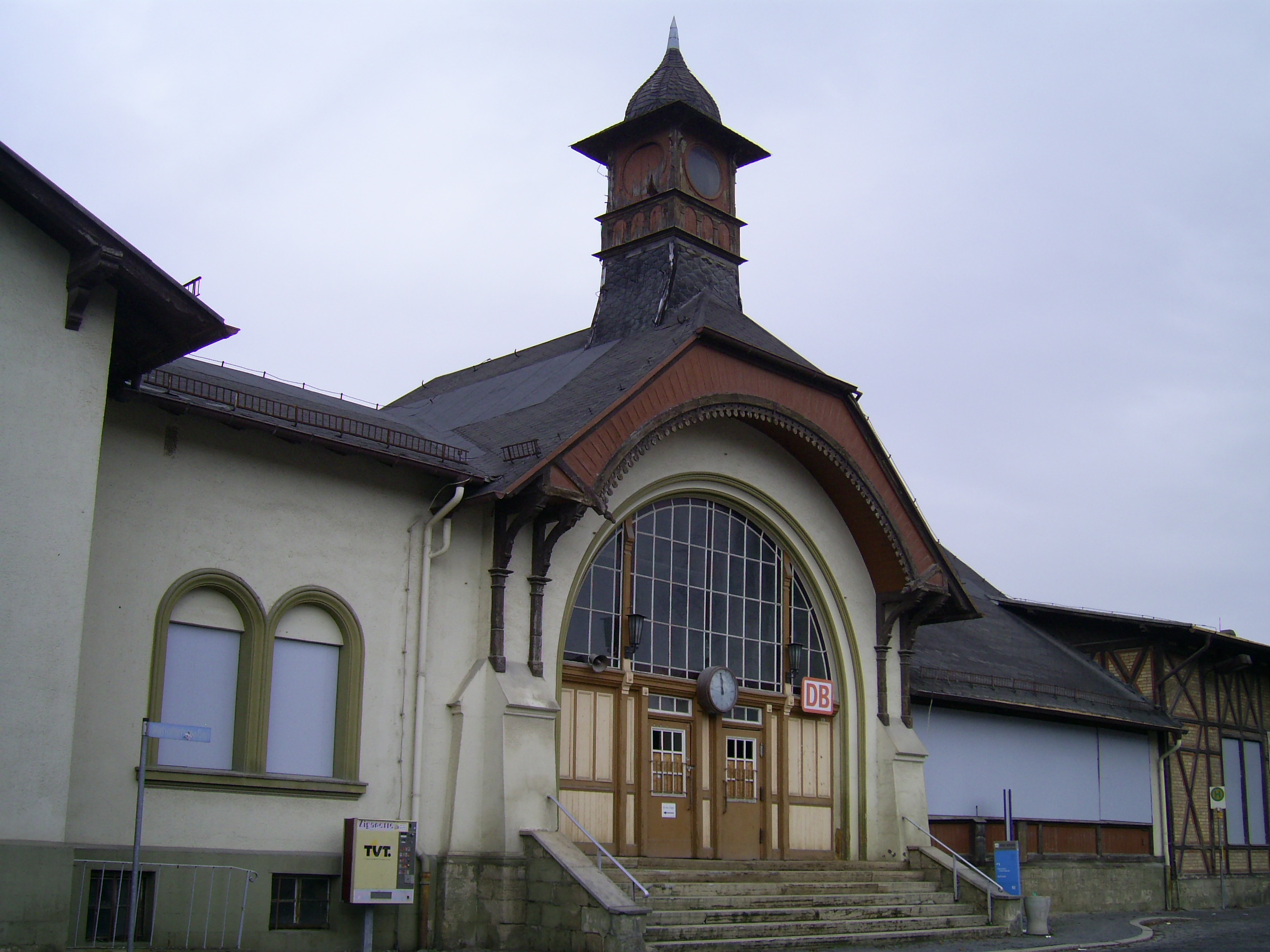
Station
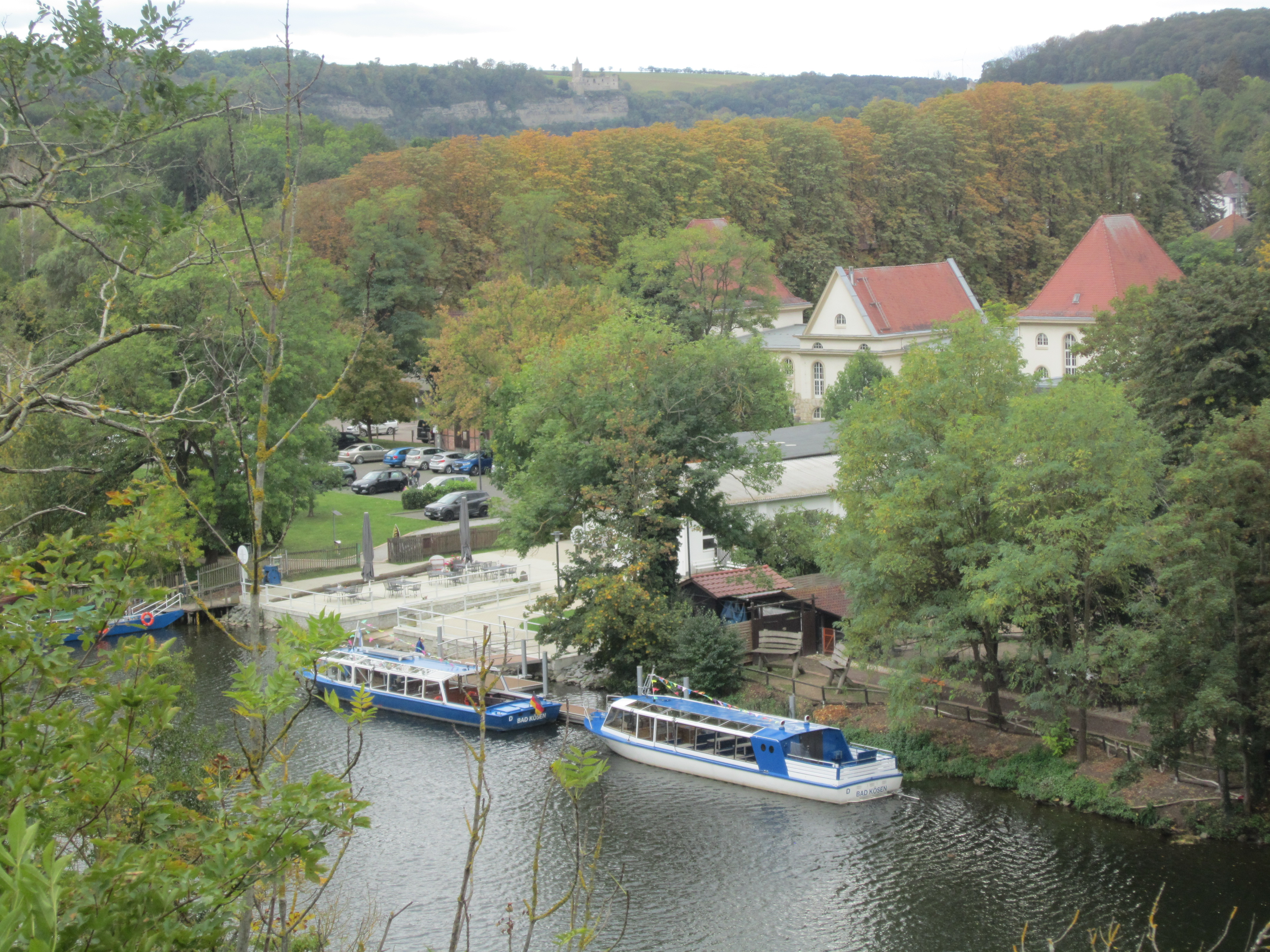
De Saale bij Bad Kösen
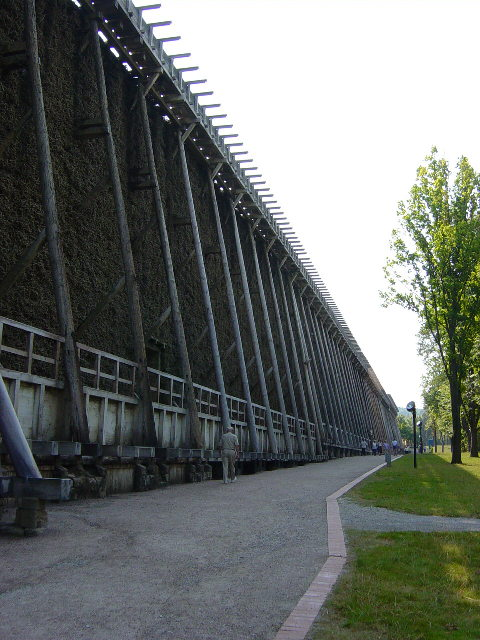
Gradeerwerk in het kuurcentrum
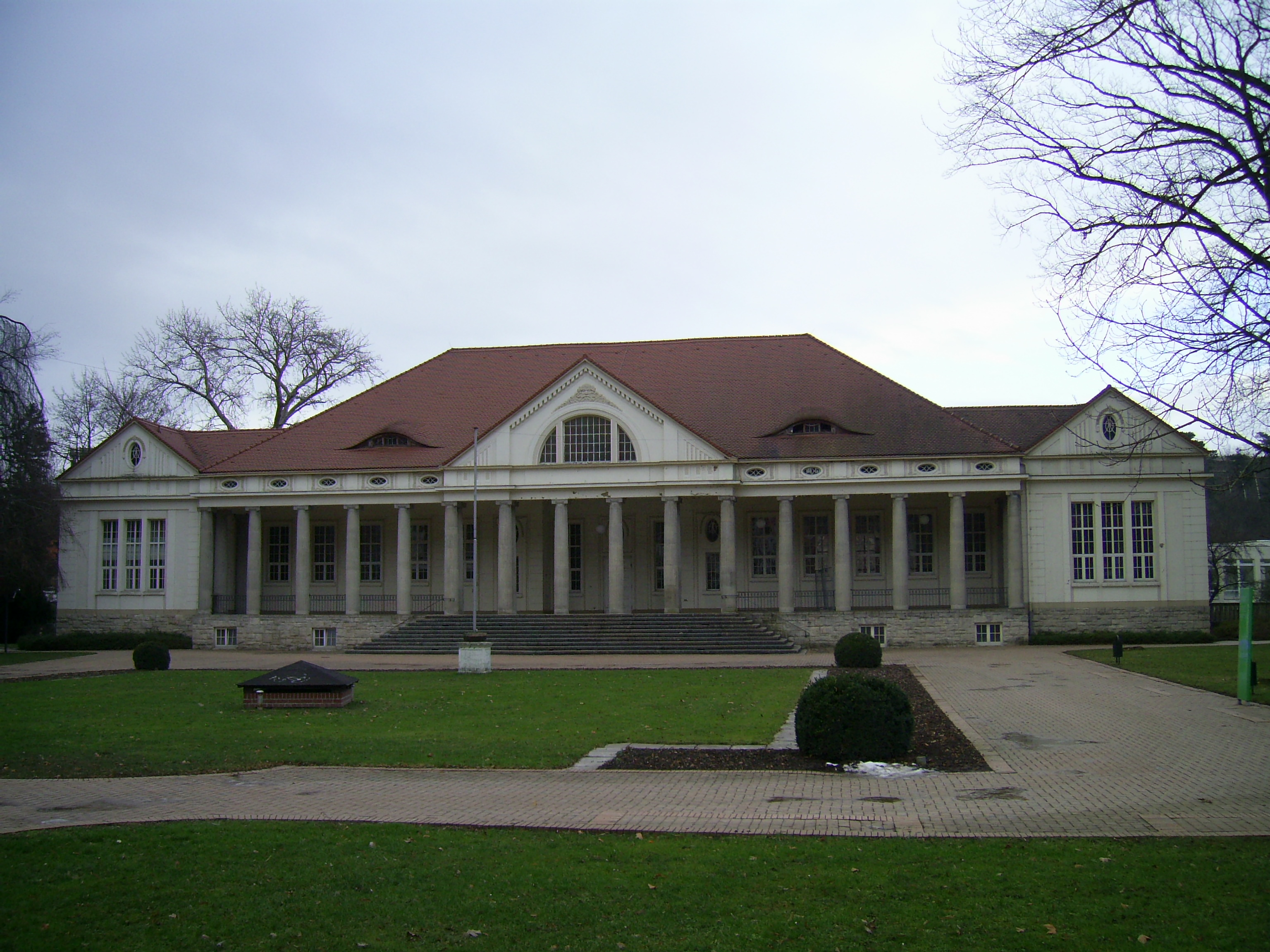
Het zgn. Kurmittelhaus in het kuurcentrum
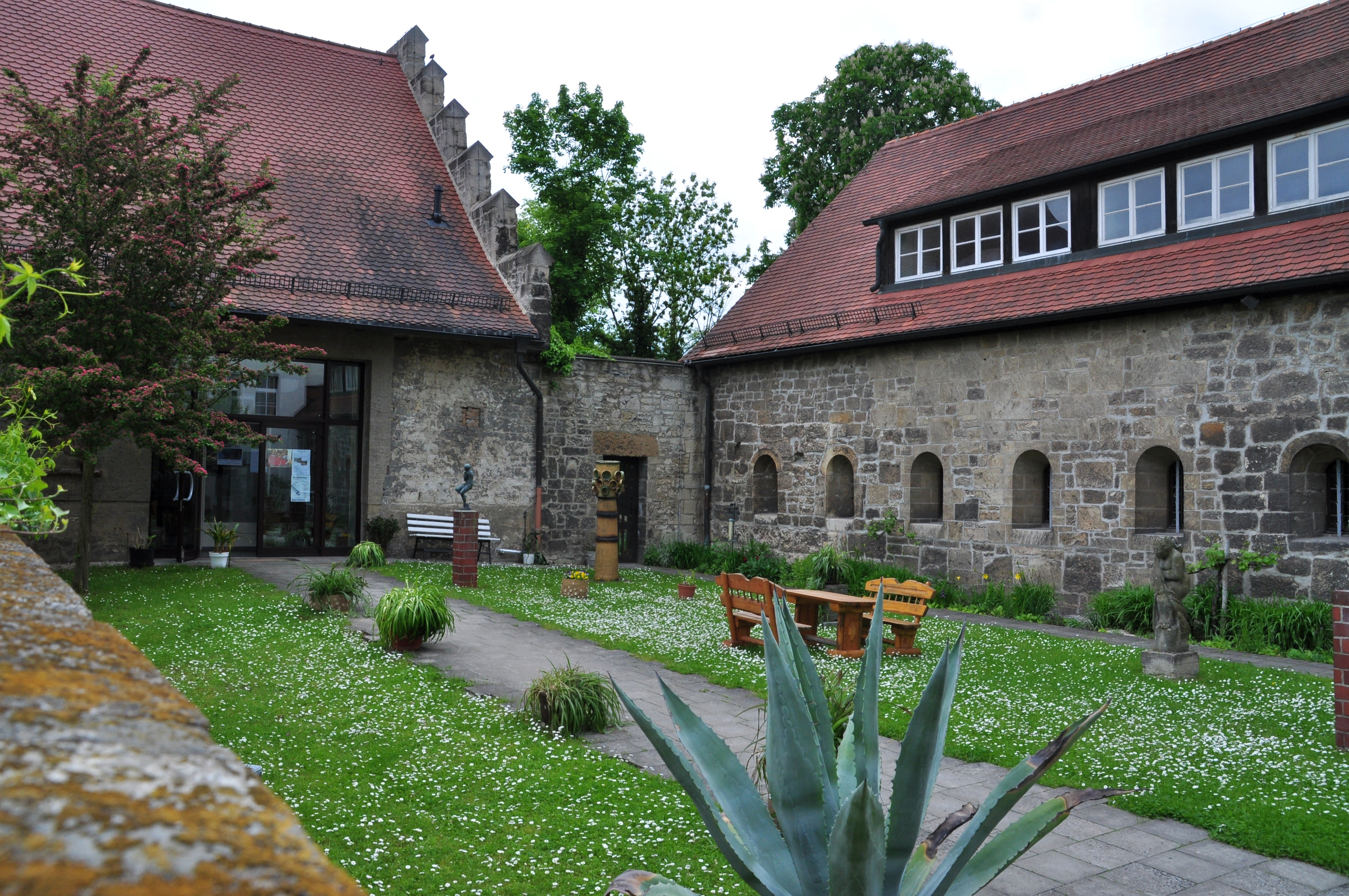
Romanisches Haus. Links het Käthe-Kruse-Poppenmuseum.
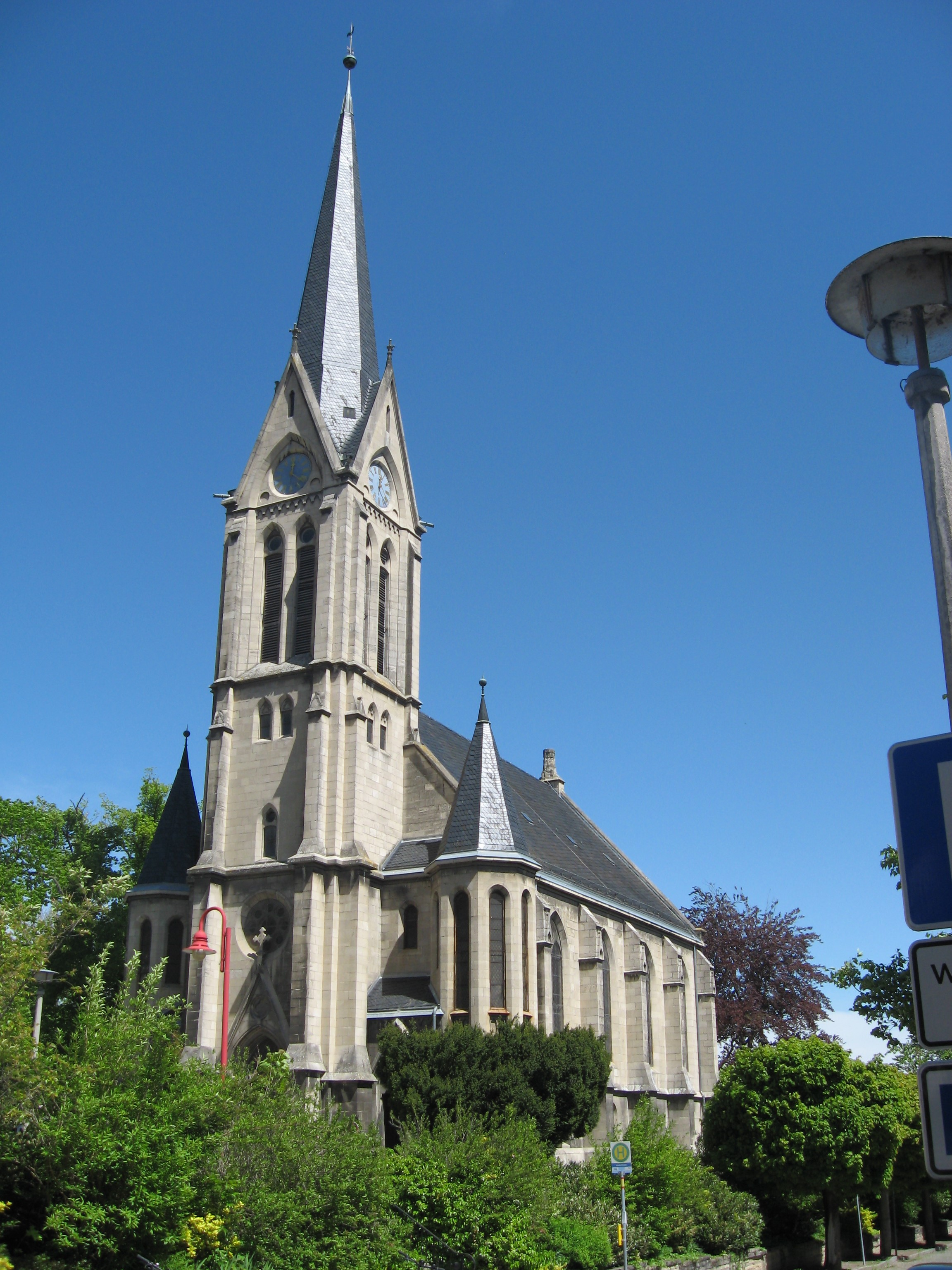
Lutherkerk te Bad Kösen (1894; neogotisch)
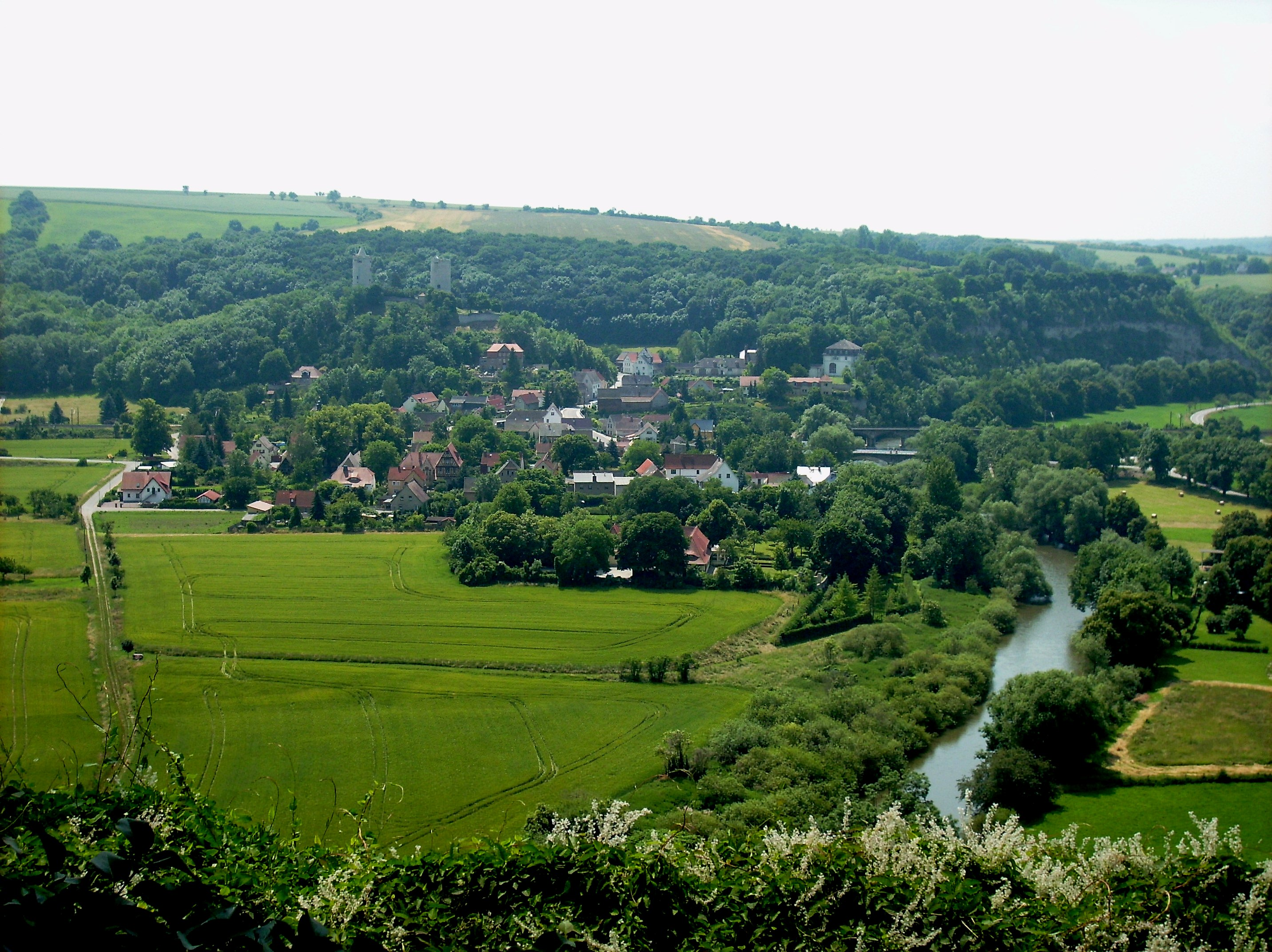
Gezicht op Saaleck
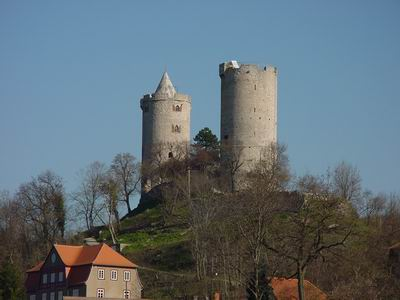
Het 13e-eeuwse kasteel Saaleck
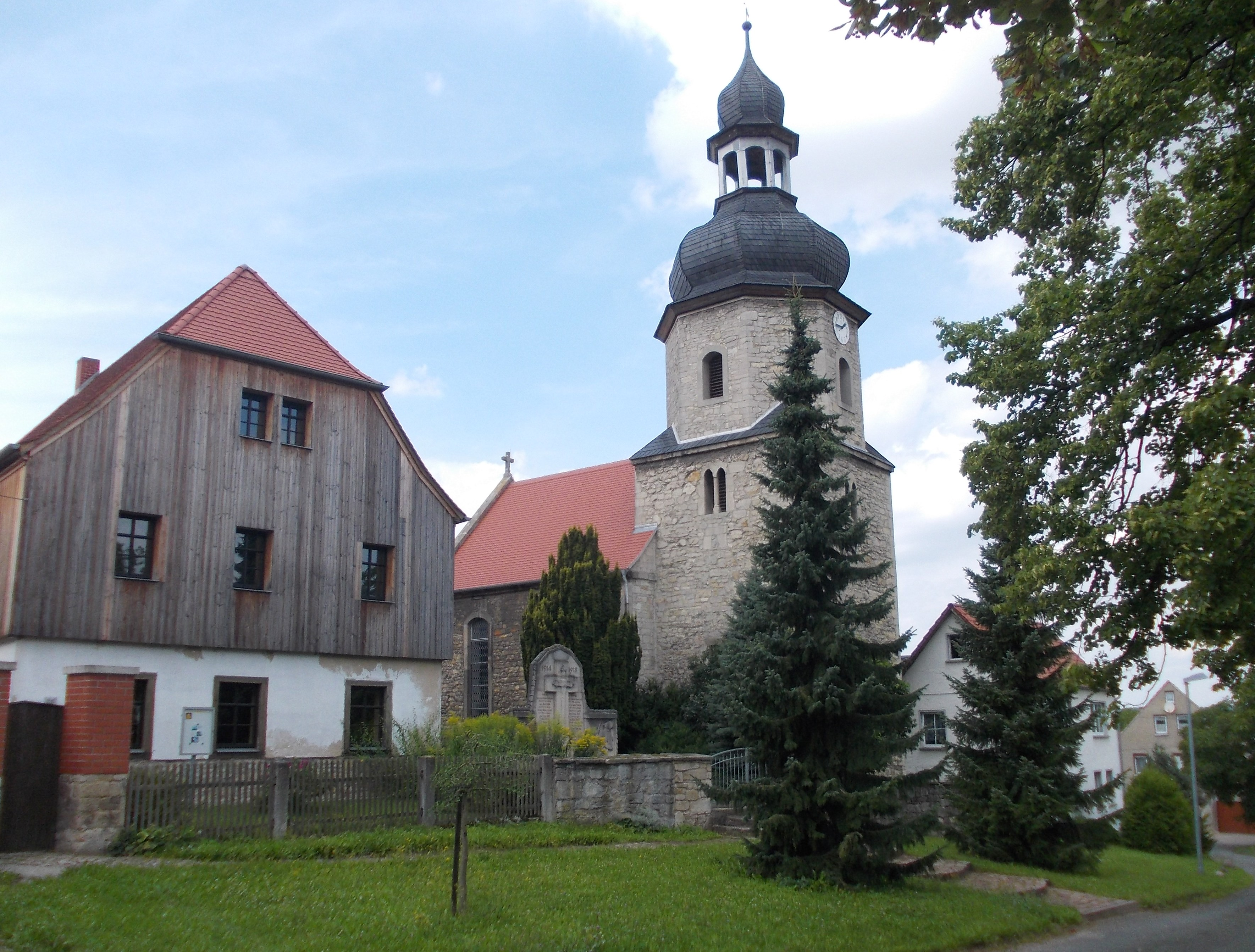
Kerkje (1778) te Punschrau
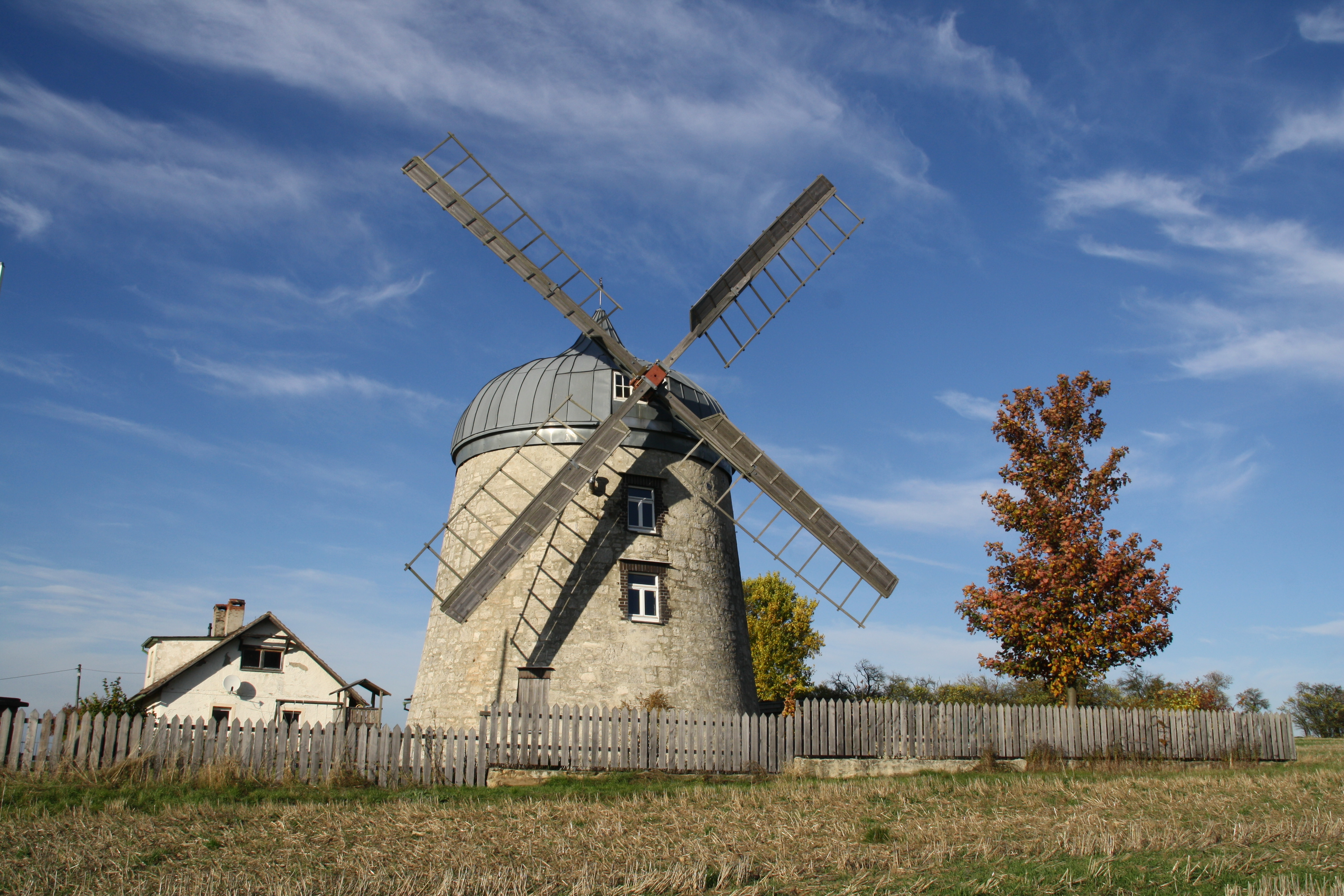
Windmolen ten oosten van Tultewitz

## Varia
Sinds 1813 is het niet ver van de universiteitsstad Jena gelegen (Bad) Kösen een belangrijke locatie waar, veelal Duits-nationalistische of het wandelen e.d. in de natuur minnende, corpsstudenten bijeenkomen.
Bad Kösen is de zetel van een organisatie van 103 Duitse, Oostenrijkse en Zwitserse studentencorpora met de naam Kösener Senioren-Convents-Verband. De aangesloten corpora zijn geïnspireerd door het gedachtegoed van het grotendeels in het nabije Jena ontstane Duits idealisme (Kant, Johann Gottlieb Fichte en volgelingen, plm. 1780-1800).
Bad Kösen onderhoudt een jumelage met Nidda in Hessen.